# Breitbandkompetenzzentrum
Ein Breitbandkompetenzzentrum unterstützt Kommunen bei der Erschließung mit Kommunikationsinfrastruktur.

## Hintergrund
Mit der Privatisierung der Deutschen Bundespost wurde die Bereitstellung eines schnellen Internetzugangs nicht als Aufgabe der Deutschen Telekom AG (Universaldienst) definiert. Der Ausbau schneller Internetzugänge erfolgt durch alle Anbieter nach marktwirtschaftlichen Prinzipien. Dies hat zur Folge, dass in einigen Regionen schnelle Internetdienste nicht bereitgestellt werden, da die Zahl der Kunden zu gering ist.

## Aufgaben
Die Bundesländer haben mit dem Konzept von zentralen Ansprechpartnern für die Verantwortlichen in den Landkreisen auf diese Situation reagiert. Breitbandkompetenzzentren vermitteln Wissen über Marktzusammenhänge, technische Grundlagen und unterstützen die Markterkundung.
In einigen Bundesländern ist dies eine Voraussetzung für die Nutzung von staatlichen Fördergeldern.